# 横山英幸
横山 英幸（よこやま ひでゆき、1981年〈昭和56年〉5月13日 - ）は、日本の政治家。大阪市長（第22代）。大阪維新の会代表代行。 日本維新の会副代表。
大阪府議会議員（3期）、大阪維新の会幹事長（第3代）、同政務調査会長代行を歴任。

## 来歴
香川県三豊市出身。香川県立丸亀高等学校、関西学院大学経済学部卒業。
2004年、大阪府庁に入庁。大阪府議会事務局、池田土木事務所、都市整備部都市整備総務課で勤務した。
2011年、大阪府議会議員選挙淀川区選挙区に大阪維新の会公認で立候補し初当選。以後3期連続当選。
2019年、大阪維新の会政務調査会長代行に就任。
2020年11月21日、大阪維新の会幹事長に就任。
2022年9月、翌年4月9日投開票の大阪市長選挙に向けて大阪維新の会が行った候補者公募に応募した。同年12月10日に予備選挙の最終投票が行われて4,575票を獲得すると、次点で2,600票だった当時大阪市議の岡崎太（現︰参議院議員）を破り、市長選挙の公認候補となることが決まった。
2023年4月9日執行の大阪市長選挙において対立候補を下して初当選を果たした。翌10日に大阪市選挙管理委員会から当選の告示がなされ、この日から当選の効力が生じ、大阪市長に就任した。また、同日に初登庁して前市長の松井一郎と引き継ぎ式を執り行った。
2023年6月、日本維新の会の常任役員に就任。
2024年11月、大阪維新の会幹事長を退任し代表代行に就任。12月、日本維新の会副代表に就任。
2025年6月14日、ベスト・ファーザー賞 in 関西の政治部門を受賞。

## 人物
- 家族は、妻、長男、二男と長女（双子）[4]。
- 趣味は、ランニング、テニス、プラモデル、漫画[4]。
- 座右の銘は、「臥薪嘗胆」[4]。
- 子供の頃の夢は、喫茶店のマスターであった[4]。

## 親族
- 父の横山忠始は、香川県議会議員、旧詫間町長、三豊市長を務めた[19][20]。横山は忠始の長男である[20]。
- 叔母（父・忠始の妹）の夫は、日産技術コンサルタント代表取締役会長の平井八十平[21][22]。